# Milivoj Blažeković
Milivoj Blažeković (Zagreb, 14. veljače 1886. – Zagreb, 27. lipnja 1963.), hrvatski književnik i publicist.
Studirao je povijest i zemljopis u Zagrebu i Pragu te radio kao profesor. Zbog protuaustrijske djelatnosti zatvoren je 1914. godine. Pisao je novele, političke satire, drame, književne kritike te publicističke tekstove o povijesnim temama, prosvjeti i kulturi. 
Drama "Prva ljubav" izvedena mu je u Zagrebu 1918. godine, a potom i u drugim hrvatskim gradovima.